# 孫奇
孫 奇（そん き、？-250年）は、中国三国時代の人物。字は仲容。祖父は孫輔。呉の宗室。

## 生涯
父（諱は不明）は奮威将軍に任命された。彼の出生は詳しく述べられていない。
美貌の持ち主であり、周昭は「まじめな公子、美しくすぐれているのはもはやとどまらない（恂恂公子，美妙無已）」と賞賛したという。17歳のとき、秀才に推挙された。二宮事件の際には、年齢の近い族父の魯王孫覇を支持した。散騎侍郎・武衛都尉を歴任した。赤烏12年（249年）、范慎の娘・范姫を妻として迎えた。
赤烏13年（250年）、従祖父の孫権はわが子孫覇を自害させ、それに連座して孫奇をも自害させた。妻との間に子供はなかった。范姫は耳や鼻を削り、再婚を拒否したという。